# 瓦尔泰里·凯米莱宁
瓦尔泰里·凯米莱宁（芬蘭語：Valtteri Kemiläinen，1991年12月16日—），芬兰男子冰球运动员，司职后卫。他曾代表芬兰国家队参加2022年冬季奥林匹克运动会冰球比赛，获得一枚金牌。